# Gran Premio Lotteria
Gran Premio Lotteria, i folkmun Lotterian, är ett travlopp för varmblod som körs på Ippodromo Agnano i Neapel i maj varje år (i oktober år 2020). Det är ett Grupp 1-lopp, det vill säga ett lopp av högsta internationella klass. Det är även Italiens största travlopp. Loppet körs över 1600 meter med autostart. Loppet genomförs med tre försökslopp, där de tre bäst placerade hästarna i varje försökslopp tar sig vidare till finalloppet som går av stapeln samma dag. Förstapris i finalen är 250 000 euro.

## Vinnare[2]
| År   | Häst               | Kusk                  | Tränare               | Tid    | Land      |
| ---- | ------------------ | --------------------- | --------------------- | ------ | --------- |
| 2024 | Capital Mail       | Antonio di Nardo      | Gennaro Casillo       | 1.10,6 | Italien   |
| 2023 | Vernissage Grif    | Alessandro Gocciadoro | Alessandro Gocciadoro | 1.09,6 | Italien   |
| 2022 | Vernissage Grif    | Alessandro Gocciadoro | Alessandro Gocciadoro | 1.10,1 | Italien   |
| 2021 | Face Time Bourbon  | Éric Raffin           | Sébastien Guarato     | 1.10,2 | Frankrike |
| 2020 | Zacon Gio          | Roberto Vecchione     | Holger Ehlert         | 1.10,5 | Italien   |
| 2019 | Bel Avis           | Jean-Michel Bazire    | Jean-Michel Bazire    | 1.11,3 | Frankrike |
| 2018 | Urlo dei Venti     | Enrico Bellei         | Gennaro Casillo       | 1.10,8 | Italien   |
| 2017 | Timone Ek          | Enrico Bellei         | Philippe Billard      | 1.10,5 | Italien   |
| 2016 | Oasis Bi           | Johnny Takter         | Stefan P. Pettersson  | 1.10,7 | Italien   |
| 2015 | Vincennes          | Roberto Andreghetti   | Fabrice Souloy        | 1.11,8 | Frankrike |
| 2014 | Mack Grace Sm      | Roberto Andreghetti   | Lucio Colletti        | 1.11,1 | Italien   |
| 2013 | Mack Grace Sm      | Roberto Andreghetti   | Lucio Colletti        | 1.11,3 | Italien   |
| 2012 | Mack Grace Sm      | Roberto Andreghetti   | Lucio Colletti        | 1.11,8 | Italien   |
| 2011 | Libeccio Grif      | Marco Smorgon         | Marco Smorgon         | 1.12,8 | Italien   |
| 2010 | Italiano           | Gaetano Di Nardo      | Enrico Bellei         | 1.11,3 | Italien   |
| 2009 | Island Effe        | Pietro Gubellini      | Edoardo Gubellini     | 1.12,9 | Italien   |
| 2008 | Gambling Bi        | Jean-Michel Bazire    | Fabrice Souloy        | 1.11,3 | Italien   |
| 2007 | Exploit Caf        | Jean-Michel Bazire    | Fabrice Souloy        | 1.12,0 | Italien   |
| 2006 | Malabar Circle Ås  | Andrea Guzzinati      | Jerry Riordan         | 1.12,1 | Sverige   |
| 2005 | Digger Crown       | Stig H. Johansson     | Stig H. Johansson     | 1.13,0 | Sverige   |
| 2004 | Legendary Lover K. | Enrico Bellei         | Gunnar Christiansen   | 1.12,5 | USA       |
| 2003 | Victory Tilly      | Stig H. Johansson     | Stig H. Johansson     | 1.12,7 | Sverige   |
| 2002 | Varenne            | Giampaolo Minnucci    | Jori Turja            | 1.10,8 | Italien   |
| 2001 | Varenne            | Giampaolo Minnucci    | Jori Turja            | 1.12,6 | Italien   |
| 2000 | Varenne            | Giampaolo Minnucci    | Jori Turja            | 1.12,4 | Italien   |
| 1999 | Remington Crown    | Joseph Verbeeck       | Jan Kruithof          | 1.11,1 | Sverige   |
| 1998 | Kramer Boy         | Johnny Takter         | Johnny Takter         | 1.14,1 | Sverige   |
| 1997 | Wesgate Crown      | Enrico Bellei         | Raz Mackenzie         | 1.12,4 | USA       |
| 1996 | Crowning Classic   | Mauro Baroncini       | Mauro Baroncini       | 1.12,4 | USA       |
| 1995 | Ina Scot           | Helen A Johansson     | Kjell P, Dahlström    | 1.13,1 | Sverige   |
| 1994 | Uconn Don          | Andrea Baveresi       | Andrea Baveresi       | 1.13,7 | USA       |
| 1993 | Embassy Lobell     | Wilhelm Paal          | Wilhelm Paal          | 1.12,8 | USA       |
| 1992 | Bravur Sund        | Mauro Baroncini       | Mauro Baroncini       | 1.12,7 | Sverige   |
| 1991 | Peace Corps        | Stig H. Johansson     | Stig H. Johansson     | 1.14,0 | USA       |
| 1990 | Evann C.           | Björn Lindblom        | Björn Lindblom        | 1.12,9 | USA       |
| 1989 | Hollyhurst         | Lorenzo Baldi         | Lorenzo Baldi         | 1.13,2 | USA       |
| 1988 | Grades Singing     | Olle Goop             | Olle Goop             | 1.12,8 | USA       |
| 1987 | Limbo Joe          | Vittorio Guzzinati    | Vittorio Guzzinati    | 1.13,9 | USA       |
| 1986 | Classy Rogue       | William Casoli        | William Casoli        | 1.14,8 | USA       |
| 1985 | Evita Broline      | Berndt Lindstedt      | Berndt Lindstedt      | 1.13,9 | Sverige   |
| 1984 | The Onion          | Stig H. Johansson     | Stig H. Johansson     | 1.14,1 | Sverige   |
| 1983 | Keystone Patriot   | Veijo Heiskanen       | Antti Savolainen      | 1.15,6 | USA       |
| 1982 | Our Dream of Mite  | Eduardo Gubellini     | Eduardo Gubellini     | 1.14,7 | USA       |
| 1981 | Contingent Fee     | Mario Rivara          | Mario Rivara          | 1.16,2 | USA       |
| 1980 | Hillion Brillouard | Philippe Allaire      | Philippe Allaire      | 1.13,8 | Frankrike |
| 1979 | The Last Hurrah    | Vivaldo Baldi         | Vivaldo Baldi         | 1.14,9 | USA       |
| 1978 | The Last Hurrah    | Vivaldo Baldi         | Vivaldo Baldi         | 1.14,5 | USA       |
| 1977 | Wayne Eden         | Anselmo Fontanesi     | Anselmo Fontanesi     | 1.14,7 | USA       |
| 1976 | Bellino II         | Jean-Rene Gougeon     | Maurice Macheret      | 1.15,2 | Frankrike |
| 1975 | Dimitria           | Leopold Verroken      | Leopold Verroken      | 1.16,1 | Frankrike |
| 1974 | Top Hanover        | Gerhard Krüger        | Gerhard Krüger        | 1.17,7 | USA       |
| 1973 | Lightning Larry    | Eduardo Gubellini     | Eduardo Gubellini     | 1.16,5 | USA       |
| 1972 | Amyot              | Louis Sauvé           | Louis Sauvé           | 1.16,8 | Frankrike |
| 1971 | Une de Mai         | Jean-Rene Gougeon     | Jean-Rene Gougeon     | 1.16,7 | Frankrike |
| 1970 | Une de Mai         | Jean-Rene Gougeon     | Jean-Rene Gougeon     | 1.16,6 | Frankrike |
| 1969 | Une de Mai         | Jean-Rene Gougeon     | Jean-Rene Gougeon     | 1.16,6 | Frankrike |
| 1968 | Eileen Eden        | Johannes Frömming     | Johannes Frömming     | 1.16,5 | USA       |
| 1967 | Roquépine          | Jean-Rene Gougeon     | Henri Levesque        | 1.16,4 | Frankrike |
| 1966 | Cheer Honey        | Gerhard Krüger        | Gerhard Krüger        | 1.16,7 | USA       |
| 1965 | Elma               | Johannes Frömming     | Jonel Chyriacos       | 1.16,5 | Frankrike |
| 1964 | Hurst Hanover      | Giancarlo Baldi       | Giancarlo Baldi       | 1.16,7 | USA       |
| 1963 | Behave             | Sergio Brighenti      | Sergio Brighenti      | 1.16,4 | USA       |
| 1962 | Tornese            | Sergio Brighenti      | Sergio Brighenti      | 1.16,8 | Italien   |
| 1961 | Kracovie           | Roger Vercruysse      | Roger Vercruysse      | 1.17,0 | Frankrike |
| 1960 | Nievo              | Ugo Bottoni           | Ugo Bottoni           | 1.17,5 | Italien   |
| 1959 | Icare IV           | Walter Baroncini      | Walter Baroncini      | 1.16,7 | Frankrike |
| 1958 | Tornese            | Sergio Brighenti      | Sergio Brighenti      | 1.17,9 | Italien   |
| 1957 | Tornese            | Mario Santi           | Sergio Brighenti      | 1.18,5 | Italien   |
| 1956 | Gelinotte          | Charlie Mills         | Charlie Mills         | 1.17,8 | Frankrike |
| 1955 | Birbone            | Vivaldo Baldi         | Vivaldo Baldi         | 1.18,6 | Italien   |
| 1954 | Saint Clair        | Oduardo Baldi         | Oduardo Baldi         | 1.19,4 | USA       |
| 1953 | Birbone            | Vivaldo Baldi         | Vivaldo Baldi         | 1.18,5 | Italien   |
| 1952 | Birbone            | Vivaldo Baldi         | Vivaldo Baldi         | 1.18,6 | Italien   |
| 1951 | Bayard             | Ugo Bottoni           | Ugo Bottoni           | 1.20,3 | Italien   |